# 波特鎮區 (阿肯色州波爾克縣)
波特鎮區（英語：Potter Township）是位於美國阿肯色州波爾克縣的一個行政鎮區。

## 地方資料
波特鎮區的面積為64.63平方千米，當中陸地面積為64.21平方千米，而水域面積為0.42平方千米。根據2010年美國人口普查的數據，當地共有人口1776人，而人口密度為每平方千米27.48人。